# M'he empassat un extraterrestre
M'he empassat un extraterrestre (títol original en anglès, Headspace) és una pel·lícula d'animació de 2023 dirigida per Gerhard Painter i Paul Louis Meyer. S'ha doblat i subtitulat al català.

## Sinopsi
En Gus, la Sophie i en Max, de la Força de Protecció Espacial (SPF), i la seva nau espacial microscòpica (l'SPF-50) tenen un estrany accident i acaben dins del cervell del Norman, de 16 anys. Ara, poden veure i sentir el mateix que ell.

## Repartiment de veus original
- Bonko Khoza com a Norman
- Roberto Pombo com a Virgil
- Chris van Rensburg com a Max/Bit/Byte/Sr. Anderson
- Jana Louw com a Sophie
- James Cairns com a Gus/Alejandro/policia
- Zak Hendrikz com a Zolthard